# آژیرها (ترانه پرل جم)
«آژیرها» (انگلیسی: Sirens) ترانه‌ای از گروه راک آمریکایی پرل جم است. این ترانه در ۱۸ سپتامبر ۲۰۱۳ به صورت دانلود دیجیتال منتشر شد و دومین تک‌آهنگ از دهمین آلبوم استودیویی گروه با عنوان آذرخش (۲۰۱۳) به‌شمار می‌رود. در هفتهٔ اول انتشار، این تک‌آهنگ در ایالات متحده ۱۳٬۰۰۰ بار دانلود شد. مایک مک‌کریدی، گیتاریست گروه، گفته است که این ترانه از تور کنسرت The Wall Live از راجر واترز الهام گرفته شده است؛ پس از حضور در این کنسرت در سال ۲۰۱۱، او «خواسته است قطعه‌ای بسازد که حال و هوای گروه پینک فلوید را داشته باشد.» متن ترانه که توسط ادی ودر، خوانندهٔ گروه، نوشته شده است، نگرانی‌های او دربارهٔ فناپذیری و آیندهٔ نسل بعد را بازتاب می‌دهد.